# Organism aerob
Organismele aerobe, pe scurt aerobe (în greacă: aer, aeros "aer" și bios "viață"), sunt acele organisme care au nevoie, pentru activitatea lor vitală, de oxigen liber molecular.
Aerobe sunt toate plantele, majoritatea covârșitoare a animalelor și o parte importantă din microorganisme.
Microorganismele aerobe sunt de două tipuri:
- aerobe obligate: care se dezvoltă numai în prezența aerului (de exemplu unele microorganisme saprofite, ca bacteriile nitrificatoare, o parte din sulfobacterii, microbii patogeni etc.);
- aerobe facultative: care pot trăi atât în prezența oxigenului molecular, cât și în absența acestuia (de exemplu unele drojdii, bacterii denitrificatoare etc.)